# Frankie (Film)
Frankie ist ein Filmdrama von Ira Sachs, das am 20. Mai 2019 im Wettbewerb der Internationalen Filmfestspiele von Cannes seine Premiere feierte und dort um die Goldene Palme konkurrierte. Der Kinostart in Frankreich erfolgte am 28. August 2019. Isabelle Huppert verkörpert in der Titelrolle eine französische Schauspielerin, die nur noch wenige Monate zu leben hat und ihre Patchwork-Familie zu einem letzten Familienurlaub zusammenbringt. 

## Handlung
Frankie, eine berühmte französische Schauspielerin, erfährt, dass sie nur noch wenige Monate zu leben hat. Für einen letzten Familienurlaub versammelt sie alle in Sintra in Portugal um sich herum.

## Produktion

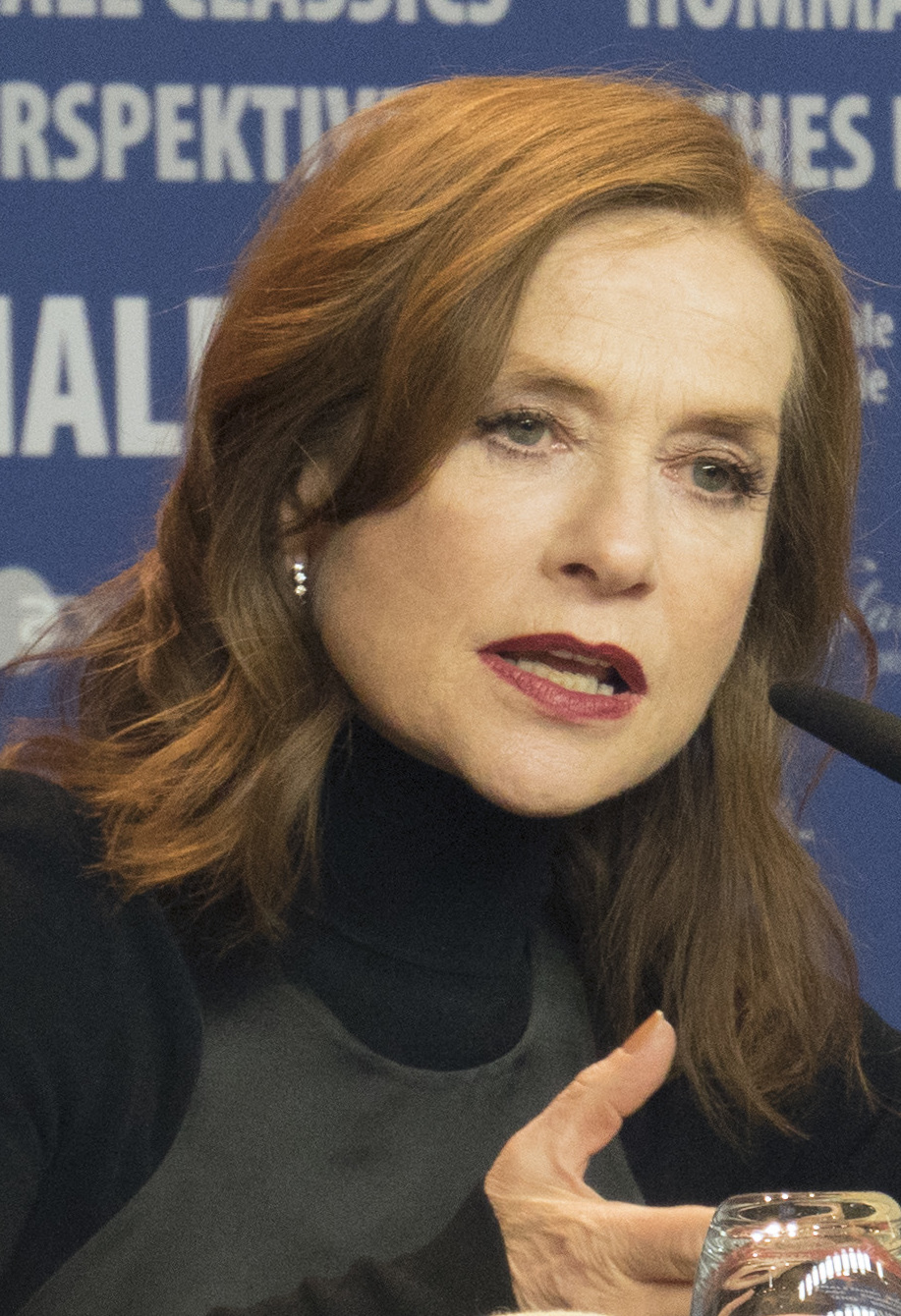
Isabelle Huppert spielt in der Titelrolle eine Schauspielerin, die nur noch wenige Monate zu leben hat und ihre Familie um sich versammelt

Regie führte Ira Sachs, der gemeinsam mit Mauricio Zacharias auch das Drehbuch schrieb. Der gesamte Film spielt an einem einzigen Tag in Sintra, einem malerischen Bergdorf in Portugal. Wenn die Protagonistin ihre Großfamilie im Urlaub zusammenführe, dauere es eine Weile um herauszufinden, in welcher Beziehung einer zum anderen steht, so Owen Gleiberman in seiner Filmkritik in Variety.
Isabelle Huppert übernahm die Titelrolle der Françoise „Frankie“ Crémont. Ihr zweiter Ehemann, Jimmy, wird von Brendan Gleeson gespielt. Frankies Sohn, 
Paul, der im Finanzbereich arbeitet und kurz vor dem Umzug nach New York steht, wird von Jérémie Renier dargestellt, ihre Tochter, Maya, von Sennia Nanua und ihre Stieftochter, Sylvia, von Vinette Robinson. Ian, mit dem Sylvia seit 20 Jahren verheiratet ist, wird von Ariyon Bakare gespielt. In der Rolle ihrer Freundin, der Maskenbildnerin Ilene, die Frankie mit ihrem Sohn zusammenbringen will, tritt Marisa Tomei auf, in der Rolle von Ilenes Freund Gary, einem Kameramann, den sie mit nach Sintra bringt, Greg Kinnear. Pascal Greggory ist Michel, der Vater von Paul und Frankies erster Ehemann, der sie in der Vergangenheit für einen Mann verließ und als Gastronom in Paris arbeitet. Mit dem portugiesischen Reiseführer Tiago, der von der Familie angeheuert wird, wird ein folkloristisches Element in den Film eingebracht. Er wird von Carloto Cotta gespielt.
Gedreht wurde in Sintra, Portugal. Als Kameramann fungierte Rui Poças. Der Arbeitstitel war A Family Vacation.
Die Filmmusik komponierte Dickon Hinchliffe.
Anfang Mai 2019 wurde ein erster Trailer vorgestellt. Am 20. Mai feierte der Film im Rahmen der Internationalen Filmfestspiele von Cannes seine Premiere und konkurrierte hier im Wettbewerb um die Goldene Palme. Im August 2019 wurde er beim Melbourne International Film Festival und im September beim Toronto International Film Festival im Rahmen der Special Presentations gezeigt. Am 28. August startete er in den französischen Kinos.

## Rezeption

### Kritiken
Insgesamt stieß der Film bei den Kritikern auf geteiltes Echo.

### Auszeichnungen
Internationale Filmfestspiele von Cannes 2019
- Nominierung für die Goldene Palme (Ira Sachs)